# 9-я гвардейская бригада (Хорватия)
9-я гвардейская бригада «Волки» (хорв. 9. gardijska brigada "Vukovi") — воинское подразделение Национальной гвардии Хорватии (а позднее и сухопутных войск Хорватии) времён войны в Хорватии. Изначально носила 6-й порядковый номер.

## История

### Образование
Бригада была образована 1 ноября 1992 года на основе 118-й и 132-й бригад. Изначально она была под шестым номером: по совпадению в Госпиче солдаты бригады обнаружили то же самое оружие, что было у 6-й пролетарской ликской дивизии югославской армии времён Второй мировой войны. Тем самым пошла шутка о том, что Франьо Туджман, бывший инициатором создания бригад Национальной гвардии Хорватии, очень похож на Иосипа Броза Тито как верховный главнокомандующий (Туджман ко всему прочему носил белый мундир, как и Тито). Чуть позднее бригаду решили переименовать в 9-ю. Первым командиром бригады стал генерал Мирко Норац.

### Операция «Масленица»
Боевое крещение бригады состоялось в январе 1993 года в рамках операции «Масленица», когда она направлялась на линию Рованьска-Ясенице-Тулове. Без потерь в рекордно короткие сроки им удалось выйти на эту линию и преодолеть оборону противника. За отличную работу во время операции бронетанковый батальон бригады удостоился похвалы от генерала Янко Бобетко. На обратном пути бригада вступила в схватку с сербскими подразделениями от Госпича до Оточаца, но сохранила боеспособность для дальнейших задач.

### Операция «Медакский карман»
9 сентября 1993 во время операции «Медакский карман» в ходе борьбы за Госпич, который с самого начала войны был под контролем сербов, хорватам удалось оттеснить сербов. Госпич имел стратегическое и моральное значение для сербов как своеобразный «островок безопасности» на хорватских землях. За несколько часов были заняты села Медакского кармана. В операции участвовали части 133-й бригады и МВД Хорватии, а 9-я бригада наносила главный удар.
Разгром сербов под Медаком стал серьёзным ударом, и вернуть утраченные позиции они не смогли. В дни операции хорватские военные не брезговали мародёрством и устраивали массовые бесчинства против мирного населения, избивая и убивая гражданских.

### Личко-Поле
5 марта 1994 сербы атаковали и взяли под контроль Любово с высотой под названием «Репетитор», создав плацдарм для захвата Личко-Поля. В тот же день 9-я бригада подошла на помощь резервным частям хорватских войск и отбила Любово, потеснив сербские части, ведомых Миланом Мартичем.

### Операция «Лето ’95»
Приказом Министерства обороны Хорватии 84-й гвардейский батальон 9 марта 1995 был включён в состав 9-й гвардейской бригады как 2-й пехотный батальон. В ночь с 24 на 25 июля 1995 отдохнувшая и усилившаяся бригада начала операцию «Лето ’95», за которую позднее получила личную благодарность от президента Франьо Туджмана и министра обороны Гойко Шушака. 

### Операция «Буря»
4 августа 1995 после начала операции им удалось разбить сербские войска, несмотря на серьёзное сопротивление, и перекрыть дорогу Лички-Осик — Бунич. Войдя в Бунич, части 9-й бригады вскоре добрались 6 августа до деревни Сврачково, в тот же день заняв Крбавско-Поле и выйдя на линию Бунич — Крбава — Сврачково-Село — Подлапача. 7 августа хорваты взяли Удбину и двинулись в сторону Доньи-Лапаца, соединившись с 118-м домобранским полком около 17 часов и дойдя до боснийской границы. После того, как были прорваны позиции противника под Велебитом 7 августа, войска продолжили движение к Србу и вышли в долину реки Уны с частями 4-й и 7-й бригады.
Слаженные действия хорватских частей были обусловлены в первую очередь стараниями 9-й бригады. После завершения операции 9-я бригада ушла на юг.

### После войны
За годы войны бригада потеряла убитыми 56 человек и ранеными 160. Ежегодно проводятся памятные мероприятия; военнослужащие бригады оказывают всю посильную материальную и моральную поддержку родственникам погибших солдат. Уже после войны бригада занималась охраной боснийской границы, дежуря в Дубровнике с 1995 по 1997 годы в момент очередной напряжённости. В 2008 году бригаду расформировали, объединив остатки других бригад (1-й, 2-й и 4-й) в Гвардейскую моторизованную бригаду.